# Ana Lúcia Torre
Ana Lúcia Torre Coleues (sinh ngày 21 tháng 4 năm 1945) là một nữ diễn viên người Brasil.

## Tiểu sử
Ana Lúcia Torre được sinh ra tại São Paulo. Khi còn nhỏ, gia đình cô chuyển đến thành phố Rio de Janeiro và sau đó đến São Paulo.
Ana Lúcia Torre bắt đầu học ngành khoa học xã hội tại Đại học Công giáo São Paulo vào năm 1965, nơi cô sớm trở nên quan tâm đến các nhóm kịch trong khuôn viên trường. Giám đốc của tổ chức chỉ muốn một nhóm nhà hát mà nhóm này tham gia với các thuê bao. Torre đã vượt qua các bài kiểm tra liên quan đến trang trí văn bản và tạo ra các cảnh và diễn giải. Nhóm đã tập hợp và tái tạo chương trình Morte e Vida Severina. Trong số các đồng nghiệp nhà hát trường đại học của cô có nhạc sĩ, nhà viết kịch và tác giả Chico Buarque de Hollanda và nghệ sĩ Cláudio Tozzi.
Đam mê thế giới nghệ thuật, Torre chuyển từ khoa học xã hội vào năm 1966 để theo đuổi một khóa học chuyên nghiệp về sân khấu ở Lisbon. Ở đó, cô sống trong một nước cộng hòa sinh viên, được tài trợ bởi cha mẹ. Sau một năm rưỡi học tập, tạo ra các tác phẩm và giới thiệu bản thân, Ana Lucia đã gặp một người Brazil trở thành bạn trai đầu tiên của cô và sẽ là người chồng đầu tiên của cô. Năm 1968, cô kết hôn với bạn trai và họ chuyển đến Oslo, Na Uy để anh có thể học luật hàng hải. Ở đất nước xa xôi này, Torre đã học tiếng Na Uy (và tiếng Anh), và làm nhân viên khách sạn, một nhân viên bán hàng tại cửa hàng và sau đó là thư ký của Đại sứ quán Brazil. Sau bốn năm, hai vợ chồng chuyển đến London một năm, nơi chồng cô tiếp tục việc học. Cô làm việc như một giám đốc điều hành hành chính tại Ủy ban Hàng không Brazil. Năm 1973, họ chuyển đến São Paulo. Ana Lúcia Torre và chồng đã tái hợp một cặp bạn bè tuyệt vời: đạo diễn nhà hát Celso Nunes và Regina Braga, cha mẹ của nam diễn viên Gabriel Braga Nunes. Celso đã mời Torre tham gia vở kịch Equus, và ở tuổi 30, Torre bước vào nhà hát một cách chuyên nghiệp. Sau vài năm, hai người ly hôn. Cô kết hôn thêm hai lần nữa.